# Clare Moody
Pour les articles homonymes, voir Moody.
Clare Moody, née le 30 octobre 1965 à Chipping Norton, est une femme politique britannique, membre du Parti travailliste. Elle est députée européenne de 2014 à 2019.